# Rebecca's Wedding Day
Rebecca's Wedding Day é um filme mudo de comédia curta norte-americano de 1914 estrelado por Fatty Arbuckle. O filme foi dirigido por George Nichols.

## Elenco
- Phyllis Allen
- Fatty Arbuckle
- Minta Durfee
- Billy Gilbert - (como Little Billy Gilbert)